# Li Jinai
Dans ce nom chinois, le nom de famille, Li, précède le nom personnel.
Li Jinai (né en juillet 1942 à Tengzhou, dans la province du Shandong, Chine), militaire chinois, Général dans l'Armée populaire de libération (APL).

## Biographie
Originaire de l'Est de la Chine, le Général Li Jinai a reçu de 1961 à 1966 une formation d’ingénieur en mécanique à l'Institut de technologie de Harbin, province de Jilin, dans le Nord-est du pays.
Il a adhéré au Parti communiste chinois en mai 1965.
Personnalité discrète, il a fait carrière dans les Forces stratégiques jusqu’en 1992, avant de rejoindre le Département général de l’Equipement (DGE) de l'Armée populaire de libération, dont il est devenu le Commissaire politique en 1998. Il a été promu Directeur du DGE en novembre 2002.
Entre 1995 et 1998, il a été Commissaire politique de la Commission de la science, de la technologie et de l'industrie pour la défense nationale.
Il est, par ailleurs, membre du Comité central du Parti communiste chinois depuis 1997, et membre de la Commission militaire centrale du Parti depuis 2002 et de la Commission militaire centrale de Chine depuis mars 2003.
Outre la charge d'assurer la préservation de l'absolu leadership du Parti sur l'armée et la complète loyauté de celle-ci envers le Parti, le général Li Jinai est également chargé de superviser l'exécution du travail idéologique, de la propagande, de l'éducation politique, l'activité du système de justice militaire et les données informatiques concernant le personnel de gestion chez les militaires.
Le 6 mars 2005, le Général Li Jinai avait lancé un appel pour que soit maintenue une orientation politique correcte dans la construction de l'armée, et soumis à la discussion d'une délégation de l'Armée populaire de libération l'idée que celle-ci devrait sincèrement étudier et mettre en œuvre les résultats de la session, et réaliser loyalement l'unité de pensée et d'action des troupes avec les décisions stratégiques principales du Comité central du Parti.
Lors d'une vidéoconférence sur l'éducation idéologique et politique tenue le 8 mai 2005, Li Jinai a souligné que les militaires chinois devaient mettre en application la nouvelle directive du Président Hu Jintao sur ce sujet, et effectuer ce travail éducatif avec un sens fort de la responsabilité politique. Il a insisté sur les efforts à accomplir pour rendre l'éducation idéologique et politique plus efficace et appropriée, afin de réaliser de nouveaux progrès dans la réforme et le développement de l'armée chinoise.
Pour lui, l'armée doit :
- effectuer ce travail d'éducation à la lumière de la tendance idéologique des officiers et des hommes ;
- prendre comme point de départ la résolution des problèmes pratiques et considérer l'accomplissement de l'éducation comme un repère important pour mesurer la qualité et les capacités des principaux organes ;
- garder à l'esprit que la recherche de la vérité et le pragmatisme sont essentiels pour conduire l'éducation idéologique et politique.

Il a terminé en disant que le rôle de l'armée est d'aider les officiers et les hommes à exprimer des points de vue corrects sur le monde, la vie et les valeurs, de comprendre les nouvelles caractéristiques et la tendance idéologique des jeunes officiers et soldats, tout en restant fidèle au travail idéologique et politique traditionnel de l'armée populaire de libération, et surtout de prêter attention à mobiliser et à protéger l'enthousiasme des cadres pour effectuer un travail idéologique et politique en profondeur.
Le 13 décembre 2005, lors du colloque sur « le succès de la réalisation en profondeur des quatre éducations (c'est-à-dire, l'éducation sur le patriotisme et la fidélité, sur la perspective révolutionnaire de la vie, sur le respect des cadres et l'attention portée aux soldats, et sur le travail assidu) au sein de l'armée populaire de libération », le Général Li Jinai a confirmé que les Comités du Parti à tous les niveaux aussi bien que les cadres chargés des travaux politiques devaient promouvoir énergiquement l'esprit de recherche de la vérité et l'approche pratique, effectuer un travail effectif plus solide dans l'éducation idéologique et politique et donner plus de souplesse au travail idéologique et politique afin d'accomplir constamment de nouveaux progrès à cet égard.
Le 16 octobre 2003, à l'aéroport militaire de Beijing (Pékin), le Général Li Jinai accueillait, en compagnie du ministre de la Défense, Cao Gangchuan, le héros de l'espace Yang Liwei, le premier taïkonaute chinois revenu sur terre l'avant-veille après un séjour de 21 heures dans l'espace.